# Jean Delay (Bischof)

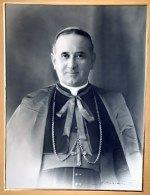
Bischof Jean Delay

Jean Delay (* 19. Dezember 1879 in Lorette; † 6. Dezember 1966 in Vernaison) war ein französischer Erzbischof.

## Leben
Jean Delay entstammte einer Industriellenfamilie aus der Umgebung von Saint-Chamond. Sein Bruder Maurice Delay (1876–1960) wurde Chirurg und Bürgermeister von Bayonne, sein gleichnamiger Neffe Jean Delay Mitglied der Académie française ebenso wie die Großnichte Florence Delay. Er wurde 1902 zum Priester geweiht und war ab 1924 Generalvikar von Erzbischof Louis-Joseph Maurin. 1928 wurde er zum Weihbischof in Saint-Étienne (sowie zum Titularbischof von Leptis Magna) berufen. Von 1937 bis 1948 war er Bischof und von 1948 bis 1956 Erzbischof von Marseille. Nach seiner Abdankung im Alter von 76 Jahren war er bis zu seinem Tod Titularbischof von Pompeiopolis in Paphlagonia.
Obwohl sich Bischof Delay als treuer Anhänger des Vichy-Regimes zeigte und damit die Résistance gegen sich aufbrachte, gehörte er andererseits zu der Minderheit der französischen Bischöfe, die sich öffentlich gegen die Judenpolitik der Regierung aussprachen und Netzwerke zur Rettung der von Razzien bedrohten Juden unterstützten, zum Beispiel die von Père Marie-Benoît und des Dominikaners Joseph-Marie Perrin OP (1905–2002). Deshalb wurde ihm 2014 von Yad Vashem postum der Ehrentitel Gerechter unter den Völkern verliehen.
Bischof Delay war Offizier der Ehrenlegion und seit 1949 Titularmitglied der Akademie von Marseille.
Er starb 1966 im Alter von fast 87 Jahren bei Lyon in einem Altersheim für Priester.